# Coronistomidae
Coronistomidae este o familie de rotifere din ordinul Bdelloida, descrisă pentru prima dată în 2021. Conține un singur gen (Coronistomus) și o singură specie (C. impossibilis), toate fiind descrise în același timp.